# Holger Klein (Manager)
Holger Klein (* 1970 in Mülheim an der Ruhr) ist ein deutscher Manager. Er ist seit dem 1. Januar 2023 Vorstandsvorsitzender der ZF Friedrichshafen AG.

## Werdegang
Holger Klein absolvierte nach Abitur und einer Bankausbildung bei der Commerzbank dort ein Trainee-Programm. An der Technischen Universität Darmstadt sowie an der École Centrale de Lyon studierte er Wirtschaftsingenieurwesen mit Schwerpunkt Maschinenbau. Er promovierte 2001 an der TU Darmstadt in Technologiemanagement. Danach war er bei McKinsey & Company als Berater mit Schwerpunkt Automotive und Managementpositionen in Europa und Nordamerika tätig, ehe er 2014 zur ZF Friedrichshafen AG wechselte. Dort leitete er zunächst die Integration des von ZF übernommenen Unternehmens TRW Automotive. 2017 übernahm er die Funktion des Leiters der Division Pkw-Fahrwerktechnik.
2018 wurde Klein Mitglied des Vorstands der ZF und leitete bis Ende 2022 die Regionen Asien-Pazifik und Indien. Zudem verantwortete er die weltweite Produktion von ZF und die Division Aftermarket. Seit Januar 2023 ist er Vorstandsvorsitzender der ZF und verantwortlich für den Vertrieb, Forschung und Entwicklung, das Systemhaus Autonome Mobilitätssysteme sowie die Division Aftermarket.